# Đại học Monash
Đại học Monash (tiếng Anh: Monash University, hay còn gọi là Monash) là một viện đại học ở Melbourne (Úc), nằm trong top 100 đại học danh giá nhất thế giới.
Monash được thành lập năm 1958 tại Melbourne và là cơ sở giáo dục đại học lâu đời thứ nhì ở bang Victoria, là thành viên của Group Eight (8 trường Đại học tốt nhất của Úc) và ASAIHL (Association of Southeast Asian Institutions of Higher Learning - Liên hiệp các Cơ sở giáo dục bậc cao Đông Nam Châu Á). Monash luôn đứng thứ hạng cao trên các bảng sắp hạng đại học uy tín trên thế giới: đứng thứ 58 theo bảng sắp hạng QS (2020), thứ 75 theo THE (2020), thứ 73 theo ARWU (2019).
Monash có địa điểm ở 6 khu vực (campus) của Melbourne: Berwich, Caulfield, Clayton, Gippsland, Parkville, Peninsula được đầu tư trang thiết bị hiện đại, đạt tiêu chuẩn quốc tế. Thư viện của Monash có hơn 2,3 triệu đầu sách và 18.000 các ấn phẩm định kỳ. Sinh viên có thể truy cập internet miễn phí với hơn 120 phòng lab. Ngoài ra trường còn có các cơ sở đào tạo khác trên thế giới: Sunway ở Malaysia, Nam Phi và các trung tâm ở King’s College - London - Anh, Prato - Ý. Năm 2008, Monash có số sinh viên đông nhất cả nước Úc.

## Lĩnh vực đào tạo
Monash giảng dạy rất nhiều chuyên ngành tương thích với sự đổi mới của thời đại qua 10 khoa của trường, gồm 75 chuyên ngành nghiên cứu. Sinh viên có thể lựa chọn trong số 6.000 môn học của 240 khoá học dự bị đại học, đại học và sau đại học.
Trường đại học Monash có bậc đại học và sau đại học trong 10 khoa sau đây:
- Nghệ thuật và thiết kế
- Công nghệ thông tin
- Văn chương
- Luật
- Kinh tế và Quản trị Kinh doanh
- Khoa học sức khỏe, điều dưỡng và Khoa học
- Y học
- Giáo dục
- Dược
- Kỹ sư

## Xếp hạng
Các tạp chí sau xếp hạng các trường đại học trên toàn thế giới. Đại học Monash được xếp hạng như sau:
| Publications                           | Ave.  | 1999 | 2000 | 2001 | 2002 | 2003 | 2004 | 2005 | 2006 | 2007 | 2008 | 2009  | 2010          | 2011          | 2012         |
| -------------------------------------- | ----- | ---- | ---- | ---- | ---- | ---- | ---- | ---- | ---- | ---- | ---- | ----- | ------------- | ------------- | ------------ |
| THE-QS World University Rankings       | 42.86 |      |      |      |      |      | 33   | 33   | 38   | 43   | 47   | 45    | THE:178 QS:61 | THE:117 QS:60 | THE:99 QS:61 |
| Global University Ranking              |       |      |      |      |      |      |      |      |      |      |      | 74–77 |               |               |              |
| Newsweek                               |       |      |      |      |      |      |      |      | 73   |      |      |       |               |               |              |
| Economist Intelligence Unit's MBA rank | 49    |      |      |      |      |      |      | 59   | 49   | 43   | 47   | 59    | 58            |               |              |
| New York Times:                        |       |      |      |      |      |      |      |      |      |      |      |       |               | 47            |              |

Các xếp hạng tương ứng tại Australia:
| Publications                           | Ave. | 1999 | 2000 | 2001 | 2002 | 2003 | 2004 | 2005 | 2006 | 2007 | 2008 | 2009 | 2010 | 2011 | 2012       |
| -------------------------------------- | ---- | ---- | ---- | ---- | ---- | ---- | ---- | ---- | ---- | ---- | ---- | ---- | ---- | ---- | ---------- |
| THE-QS World University Rankings       | 4.33 |      |      |      |      |      | 3    | 3    | 4    | 5    | 6    | 5    |      |      | THE:6 QS:6 |
| Global University Ranking              |      |      |      |      |      |      |      |      |      |      |      | 3    |      |      |            |
| Newsweek                               |      |      |      |      |      |      |      |      | 5    |      |      |      |      |      |            |
| Economist Intelligence Unit's MBA rank | 1.6  |      |      |      |      |      |      | 1    | 1    | 1    | 2    | 3    | 2    |      |            |
| New York Times                         |      |      |      |      |      |      |      |      |      |      |      |      |      | 1    |            |

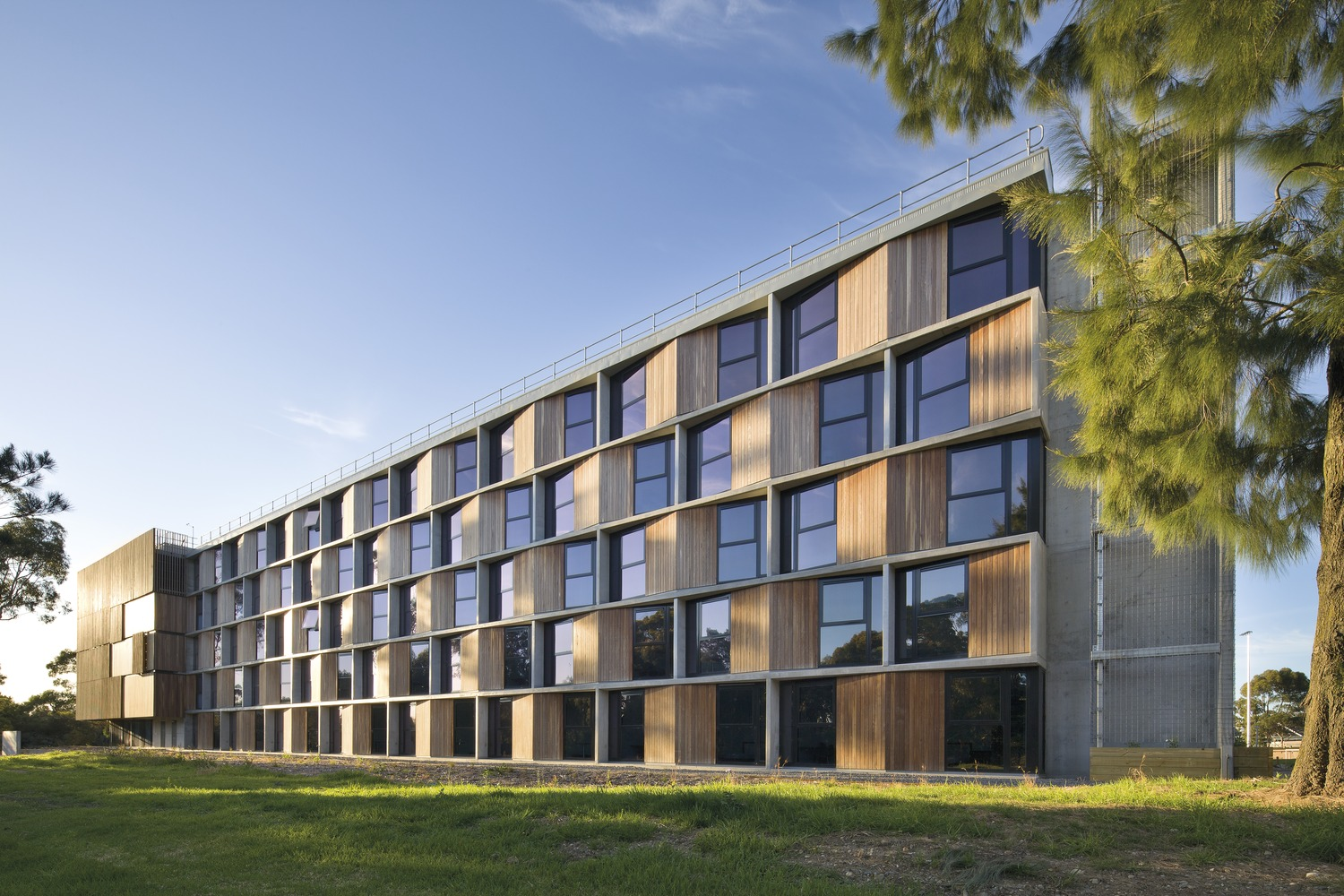
Student Housing

Nghiên cứu đưa ra bởi học viện Melbourne năm 2006 xếp hạng các trường Đại học ở Úc thông qua bảy lĩnh vực học chính: Nghệ thuật và Khoa học nhân văn, Thương mại và Kinh tế, Sư phạm, Kỹ sư, Luật, Y dược, và Khoa học. Với mỗi ngành, đại học Monash được xếp hạng như sau:
| Ngành                           | R1* | No. | R2* | No. |
| ------------------------------- | --- | --- | --- | --- |
| Nghệ thuật và Khoa học nhân văn | 4   | 38  | 4   | 35  |
| Thương mại và Kinh tế           | 5   | 39  | 4   | 34  |
| Sư phạm                         | 2   | 35  | 3   | 32  |
| Kỹ sư                           | 4   | 28  | 5   | 28  |
| Luật                            | 5   | 29  | 5   | 28  |
| Y dược                          | 3   | 14  | 4   | 13  |
| Khoa học                        | 6   | 38  | 8   | 31  |